# Geyer-Werke

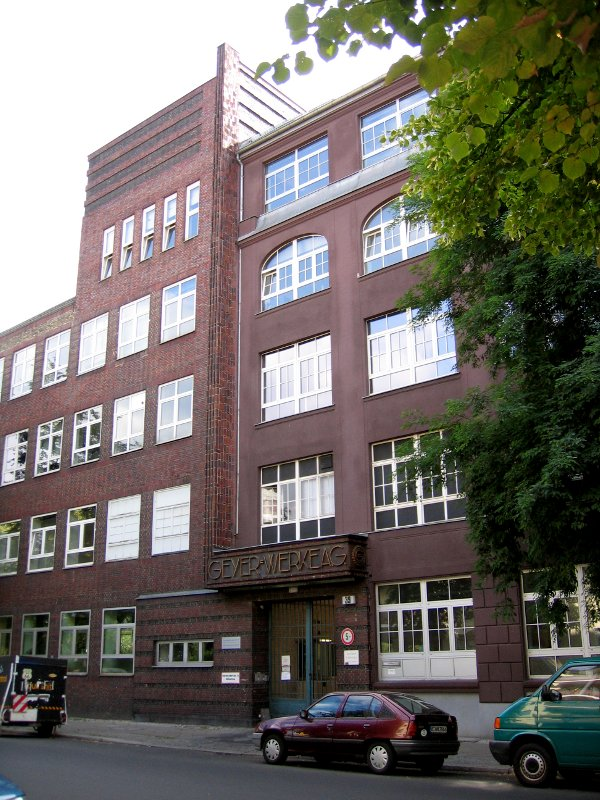
Ehem. Hauptgebäude der Geyer-Werke AG, später Sitz der CinePostproduction GmbH Geyer Berlin, Harzer Straße 39, Berlin

Die Geyer-Werke, aus denen die noch existierende Firma CinePostproduction GmbH hervorging, waren der älteste filmtechnische Dienstleister („älteste Filmfabrik“) Deutschlands.

## Unternehmensgeschichte
In der Frühzeit des Bewegtfilms lag die Produktion eines Filmes – vom Drehbuch über Aufnahme und Entwicklung, bis hin zur Kopie – noch komplett in einer Hand des Filmschaffenden. Damals wurden Kinofilme mühselig von Fotografen Streifen für Streifen entwickelt und kopiert. Der Ingenieur Karl August Geyer jedoch war der Meinung: „Die Verquickung des theatermäßigem Filmbetriebes mit seinem künstlerischen oder auch nur bohèmehafte Niveau ist dem streng industriellen und technischen Schaffen bei der Filmfertigbearbeitung in höchstem Grade abträglich.“
So gründete er am 15. Juli 1911, wenige Monate nach Uraufführung der ersten „programmfüllenden“ Kinofilme in Europa und Deutschland, in Berlin-Lankwitz eine „Kino-Kopier-Gesellschaft m.b.H“. Geyer legte mit dieser ersten Filmkopieranstalt Deutschlands, die sich mit der fotografischen Entwicklung von Negativfilmen sowie der Herstellung von Positivkopien fürs Kino befasst, den Grundstein für das Entstehen eines neuen Dienstleistungszweigs in der Filmindustrie, der heute unter dem Begriff Filmpostproduktion zusammengefasst wird.

### Vor dem Zweiten Weltkrieg
1914 zog die Firma aus den mittlerweile zu klein gewordenen Räumlichkeiten auf das Gelände Harzer Straße 39 in Berlin-Neukölln. Aufgrund der damals noch als Filmmaterial verwendeten Nitrozellulose („Zelluloid“) brach dort 1917 ein Großfeuer aus, das einen großen Teil des Filmlagers vernichtete.
Im Jahr 1918 wurde die „Geyer-Maschinenbau GmbH“, die sich der Produktion von Filmkameras, Filmschnittapparaten und ähnlichem gewidmet hatte, aus den Geyer-Werken ausgegliedert, sie verlegten ab 1924 auch ihren Firmensitz.
Geyer rationalisierte 1922 die zuvor zeitaufwändige manuelle Herstellung von Vorführkopien durch eigens entwickelte Maschinen und Verfahren. Seine erste Eigenkonstruktion war z. B. eine Perforiermaschine mit beidseitiger Vierlochstanzung, was heute noch Standard ist. Auch bereits 1922 arbeiteten die Geyer-Werke zusammen mit Hans Vogt, Joseph Massolle und Joseph Benedict Engl, den Erfindern des noch heute gültigen Lichttonverfahrens (Tri-Ergon), an der Herstellung erster Tonfilme. 1926 wurde das Unternehmen in „Geyer-Werke AG“ umbenannt, mit Sitz im Stadtteil Berlin-Neukölln, Harzer Straße 39–46. Der renommierte Architekt Otto Rudolf Salvisberg wurde mit einem 1927–1928 erstellten Erweiterungsbau aus Backstein-Klinkern (mit Stilelementen der Neuen Sachlichkeit) beauftragt. Das Gebäude steht heute unter Denkmalschutz.
Für den Film „Reichsparteitag 1934“ (Triumph des Willens) von Leni Riefenstahl veranlasste Adolf Hitler eigens die Einrichtung einer „Geschäftsstelle für den Reichsparteitagsfilm“, ansässig in den Kopieranstalten der Geyer-Werke. Am 6. Dezember 1934 besuchte Hitler Riefenstahl während ihrer Arbeit in den Geyer-Werken und „…hier hat sich der Führer als Erster Teile aus dem ‚Triumph des Willens‘ vorführen lassen“ Auch ein „Archiv des Reichsparteitags“ (später als „Filmarchiv des Nationalsozialismus“ bezeichnet) hatte Riefenstahl im Auftrag der NSDAP auf dem Gelände der Geyer-Werke eingerichtet. Der Verbleib des Archivs ist bis heute ungeklärt.

### Nachkriegszeit und Umstrukturierungen
Nach dem Zweiten Weltkrieg wurden die Geyer-Werke GmbH 1949 in Hamburg-Rahlstedt neu gegründet, 1954 wurden auch die Geyer-Werke in Berlin wieder eröffnet. Die Hamburger Geyer-Werke synchronisierten und vervielfältigten ab Januar 1950 die Filme der „Neuen Deutschen Wochenschau“, die zuvor in einem direkt angrenzenden Gebäude geschnitten worden waren.
Viele bekannte Kinofilme der Nachkriegszeit wurden in den Geyer-Werken bearbeitet, z. B. „Der dritte Mann“, „Große Freiheit Nr. 7“ und „Sissi“, in späteren Jahren sämtliche Filme Rainer Werner Fassbinders und die meisten Produktionen von Wim Wenders, die Fernsehreihe Tatort, in jüngerer Zeit z. B. die Kinofilme Wodzeck, Lola rennt, Die Unberührbare, Das Leben der Anderen oder Waltz with Bashir.
Anfang der 1960er Jahre, nachdem das neue Medium Fernsehen weite Verbreitung gefunden hatte, nahm Geyer auch die Videopostproduktion ins Unternehmensprogramm auf, 1961 auch Synchronisationsstudios.
Seit 1967 waren die Geyer-Werke auf dem Gelände der FSM durch Aufkauf des RIVA-Kopierwerkes des ZDF in München-Unterföhring vertreten. Seit Anfang 1988 gehörten das Kopierwerk und die Videotransform der Bavaria Film GmbH in Geiselgasteig zur Hamburger Geyer-Werke GmbH. Im Gegenzug beteiligte sich die Bavaria Film GmbH  mit etwa 25 % an den Geyer-Werken. 1989 übernahmen die Geyer-Werke GmbH das „Atlantik Film“-Kopierwerk in Hamburg-Ohlstedt und 1999 die „Bavaria Ton“, eines der größten und modernsten Tonstudios in Deutschland. Die Geyer-Werke in Unterföhring wurden zwischenzeitlich geschlossen und die Tätigkeiten auf dem Bavaria Film Gelände in Grünwald konzentriert.
1996 verkaufte die Familie Geyer ihre Anteile an der Geyer-Holding an den Unternehmer Jochen Tschunke, 1998 erfolgte eine Umfirmierung in „CineMedia Film AG Geyer-Werke“. Aufgrund von gescheiterten Expansionsbemühungen im Zuge des Börsenganges im Umfeld der Dotcom-Blase 2000 mussten Anfang des 21. Jahrhunderts deutliche Umstrukturierungen vorgenommen werden. Die einzelnen Standorte wurden 2002 eigenständige Unternehmensteile der Tochterfirma CinePostproduction GmbH. Die Geyer-Werke in Berlin waren bis 2015 als „CinePostproduction GmbH Geyer Berlin“ noch immer mit einer Niederlassung am ursprünglichen Berliner Standort in der Harzer Straße 39 vertreten.

### Niedergang der Analogfilmsparte und Insolvenz
Die Migration zu volldigitaler Filmproduktion und -projektion im Kino hatte naturgemäß auch Auswirkungen auf die Unternehmen der traditionellen analogen Filmwirtschaft. Anfang August 2013 erklärte Christian Sommer (Vorstand der mittlerweile nur noch als CineMedia AG firmierenden Unternehmens): „Schon im 2. Quartal des Jahres 2013 hat das Metervolumen von analogen Filmvorführkopien um 30 % unter dem des 1. Quartals gelegen.“ (Quelle: Blickpunkt Film)
Zum 19. August 2013 stellte die CineMedia Film AG Insolvenzantrag, infolge dessen auch das Tochterunternehmen CinePostproduction GmbH Zahlungsunfähigkeit anzeigen musste. Die Analogfilmentwicklung und -bearbeitung wurde eingestellt und die Standorte Atlantik Hamburg und Geyer Köln geschlossen. Die Firma CinePostproduction GmbH hat ihren Hauptsitz heute als Tochter der MTI Teleport in Unterföhring bei München, der Berliner Standort existiert immer noch, nun allerdings in Tempelhof. Der Name Geyer-Werke wird in der Firmierung nicht mehr verwendet. Auf dem Gelände in Neukölln ist in Nachfolge der 1911 gegründeten Geyer-Werke nur noch die Interaudio Tonstudio GmbH übrig geblieben, die 2006 aus dem Konzern ausgegliedert wurde. 2015 diente der Klinkerbau in der Harzer Straße als Drehort der ersten Staffel der Fernsehserie Babylon Berlin. Heute ist er ein touristisches Ziel von Stadtrundfahrten im Berlin der 1920er Jahre.

## Bilder

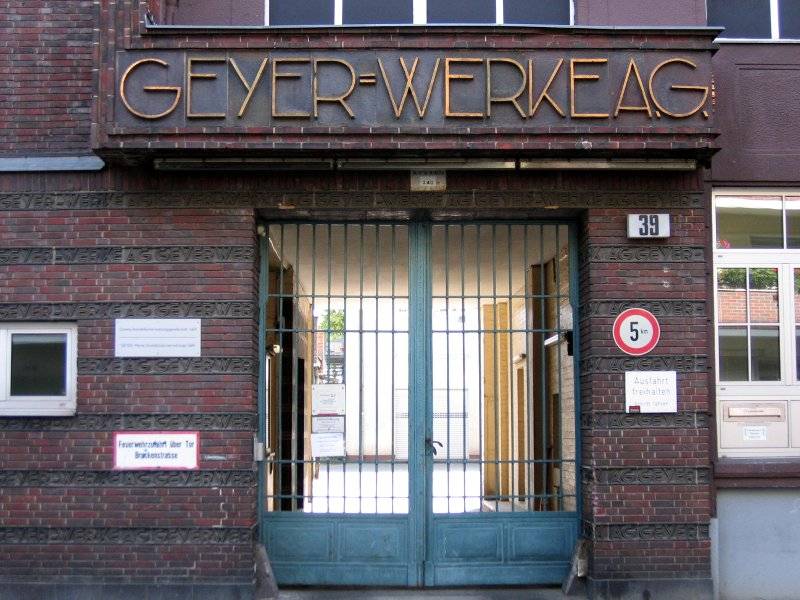
Einfahrt zum Gelände Harzer Straße 39 in Berlin
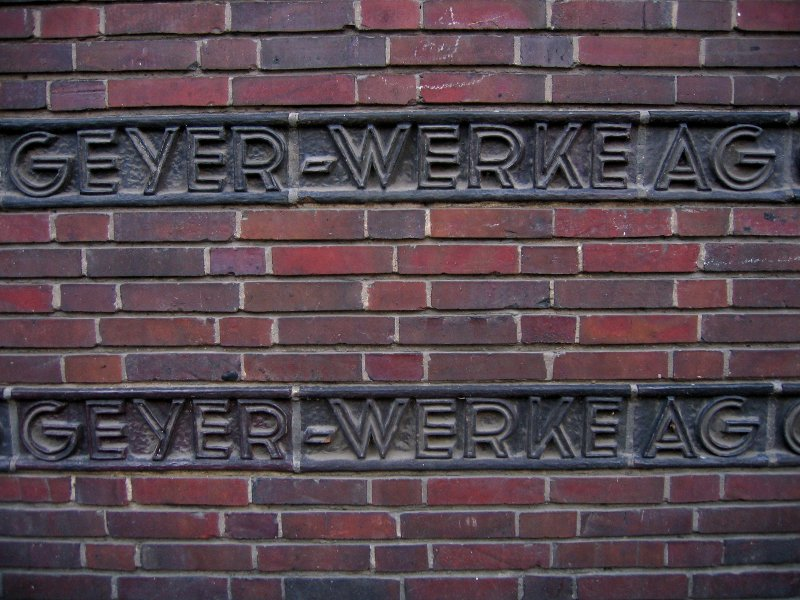
Schriftzug „Geyer-Werke AG“ an der Fassade Harzer Straße 39